# 2011 în teatru
- 2009 în teatru — 2010 în teatru — 2011 în teatru — 2012 în teatru — 2013 în teatru

## Premiere
Teatrul Național București
Teatrul Bulandra
- 14 ianuarie: Îngropați-mă pe după plintă de Pavel Sanaev, regia Yuri Kordonski
- Din însemnările unui necunoscut de F. M. Dostoievski, regia Alexandru Darie
- Ivanov de A.P.Cehov, regia Andrei Șerban

Teatrul de Comedie
Teatrul Act
Teatrul Odeon
Teatrul Mic
- 9 ianuarie: Sex on the bici de John Tobias, regia Noana Ciobanu